# David Allert
David Allert (* 20. května 1968 v Praze) je bývalý československý fotbalista, brankář.

## Fotbalová kariéra
Hrál za několik klubů, v československé lize nastoupil za Zbrojovku Brno v 6 utkáních, přičemž dvakrát udržel čisté konto (při svém prvoligovém debutu 7. dubna 1991 na hřišti Olomouce výrazně pomohl k bezbrankové remíze, o týden později vynuloval střelce pražské Slavie při domácí výhře Zbrojovky Brno 3:0). Na jaře 2002 a na podzim 2002 hostoval v Neratovicích, kde si připsal 4 druholigové starty.

## Ligová bilance
| Ročník                                   | Zápasy | Góly | Minuty | Nuly | Klub              |
| ---------------------------------------- | ------ | ---- | ------ | ---- | ----------------- |
| 1. československá fotbalová liga 1990/91 | 6      | 0    | 540    | 2    | FC Zbrojovka Brno |
| CELKEM                                   | 6      | 0    | 540    | 2    |                   |